# Як протидіяти маніпуляціям (роман)
«Як протидіяти маніпуляціям» (норв. Hersketeknikk) — українське спеціальне видання літературно-журналістського роману норвезької письменниці Гільде Сандвік разом з Йоном Рісдаль 2009 року.

## Опис
Скорочений переказ популярної норвезької книжки Hersketeknikker (2009). З метою оптимальної адаптації тексту для українських читачів, деякі приклади із оригіналу було вилучено. Замість того у рамках публічної кампанії Поваги povaga.org.ua були зібрані релевантні українські приклади, які згодом розмістилися в останньому розділі, «Розкажіть свою історію!» Норвезькі автори таким чином не несуть відповідальність за його зміст.

## Видання
- Перекладачка: Ольга Біла
- Редактори: Ірина Сабор (перекладу), Геннадій Шпак (стилю)
- Коректор: Андрій Мартиненко
- Верстка: Оксана Васьків
- Дизайн: Ілля Стронґовський
- Видання: Лілія Омельяненко

Як протидіяти маніпуляціям (2021)
За участі публічної кампанії «Повага» було створено переказ книги норвезьких авторів Гільде Сандвік і Йона Рісдаля, який став оптимізованою версією оригіналу для українського простору та читача. Останній розділ видання, «Розкажи свою історію!» містить нові культурні приклади, яких не було в оригінальному виданні 2009 року. Книга має на меті бути психологічним порадником, який також враховує специфіку української ситуації та адаптує тези з оригінальної книги Hersketeknikker на площину української щоденності. 3 серпня 2020 року спільнота «Повага» провела соціальне опитування, з наміром зібрати потрібну інформацію для редагування книги у більш доступний для українців стиль.